# 市川雄次
市川 雄次（いちかわ ゆうじ、1967年（昭和42年）4月24日- ）は、日本の政治家。秋田県にかほ市長（2期）。

## 来歴
秋田県象潟町（現・にかほ市）に生まれる。秋田県立本荘高等学校、防衛大学校卒業。象潟町議会議員、にかほ市議会議員などを務める。
2017年（平成29年）10月29日に行われたにかほ市長選挙に立候補。自由民主党・公明党推薦の元秋田県議会議員の渋谷正敏を僅差で破り初当選を果たした。11月13日、市長就任。
※当日有権者数：21,736人 最終投票率：70.97%（前回比：＋2.18pts）
| 候補者名 | 年齢 | 所属党派 | 新旧別 | 得票数  | 得票率 | 推薦・支持                 |
| -------- | ---- | -------- | ------ | ------- | ------ | -------------------------- |
| 市川雄次 | 50   | 無所属   | 新     | 7,707票 | 50.37% |                            |
| 渋谷正敏 | 69   | 無所属   | 新     | 7,595票 | 49.63% | （推薦）自由民主党・公明党 |

2021年（令和3年）10月31日に行われたにかほ市長選挙で、元にかほ市議会議員の齋藤光春を破り再選を果たした。
※当日有権者数：20589人 最終投票率：70.41%（前回比：-0.56pts）
| 候補者名 | 年齢 | 所属党派 | 新旧別 | 得票数 | 得票率 | 推薦・支持 |
| -------- | ---- | -------- | ------ | ------ | ------ | ---------- |
| 市川雄次 | 54   | 無所属   | 前     | 9534票 | 66.36% | -          |
| 齋藤光春 | 66   | 無所属   | 新     | 4834票 | 33.64% | -          |

## 市政
- 2021年（令和3年）8月24日、道の駅象潟「ねむの丘」エリアにアウトドア・アクティビティー拠点施設を整備する考えを示した。モンベル直営店のほか、ビジターセンターやアウトドア用品のレンタルスペース、クライミング体験やカヌーの試乗などができるブースを備える計画。2023年度の開業を目指す[7]。